# Бюльбюлевый дрозд
Бюльбю́левый дрозд (лат. Modulatrix stictigula) — вид птиц семейства Modulatricidae. Единственный представитель одноимённого рода Modulatrix. Подвидов не выделяют. Распространены в Танзании и на севере Малави. Естественная среда обитания — субтропические или тропические влажные горные леса.

## Этимология
Название рода Modulatrix в переводе с латыни означает «женщина-музыкант». Видовое название от др.-греч. στικτος — пятнистый и лат. gula — горло.

## Классификация
Ранее учёные включали в состав рода Modulatrix 2 вида: Modulatrix stictigula и Modulatrix orostruthus. Разные систематики относили эти 2 вида птиц к разным группам: к семейству тимелиевых, либо бюльбюлевых, но последние данные не подтвердили принадлежность ни к тому, ни к другому, кроме этого не подтвердилось и близкое родство между самими видами. Таким образом, два этих вида были отнесены к разным родам (причём монотипическим) и включены в состав нового семейства Modulatricidae. Ранее входивший в состав горный бурый бюльбюль теперь находится в роде Arcanator.

## Описание
Бюльбюлевый дрозд — птица плотного телосложения, длиной 15—17 см и массой 28—45 г. Оперение головы, спины, крыльев, подхвостья и хвоста коричневого цвета. Грудь и брюхо кирпично-коричневого цвета. Клюв черноватый, глаза тёмно-коричневые, окологлазное кольцо серовато-синего цвета. Горло коричневого цвета. На нём присутствуют чёрные крапинки. Неполовозрелые особи этого вида более бледные, а также их горло не пятнистое.